# Natalia Dianskaïa
Natalia Ievguenievna Dianskaïa (en russe : Наталья Евгеньевна Дианская) est une joueuse de volley-ball russe née le 7 mars 1989 à Navoï (Ouzbékistan). Elle mesure 1,86 m et joue au poste de centrale. Elle totalise 27 sélections en équipe de Russie.

## Clubs
| Club                   | De        | À         |
| ---------------------- | --------- | --------- |
| Severstal Tcherepovets | 2004-2005 | 2007-2008 |
| Dinamo Krasnodar       | 2008-2009 | 2008-2009 |
| Fakel Novy Ourengoï    | 2009-2010 | 2010-2011 |
| Severstal Tcherepovets | 2011-2012 | 2012-2013 |
| Dinamo Krasnodar       | 2013-2014 | 2014-2015 |
| Omitchka Omsk          | 2015-2016 | …         |

## Palmarès

### Équipe nationale
- Championnat d'Europe
  - Vainqueur : 2013.
- Championnat du monde des moins de 18 ans
  - Finaliste: 2005.
- Championnat d'Europe des moins de 18 ans
  - Finaliste: 2005.

### Clubs
- Coupe de Russie
  - Vainqueur : 2014.
- Coupe de la CEV
  - Vainqueur : 2015.
- Championnat du monde des clubs
  - Finaliste : 2015.

### Distinctions individuelles
- Championnat d'Europe féminin de volley-ball des moins de 18 ans 2005: Meilleure contreuse.
- Championnat d'Europe féminin de volley-ball des moins de 20 ans 2006: Meilleure marqueuse.